# 魏氏平腹蛛
魏氏平腹蛛（学名：Gnaphosa Wiehlei）为平腹蛛科平腹蛛属的动物。在中国大陆，分布于青海等地。该物种的模式产地在青海。